# Plébiscite uruguayen de 1980
- Départements où le NON fut majoritaire
- Départements où le OUI fut majoritaire

Départements où le NON fut majoritaire
Départements où le OUI fut majoritaire.

Le plébiscite de 1980 a été organisé par la dictature uruguayenne afin de faire approuver une réforme constitutionnelle visant à légitimer le régime. Presque 57 % de la population vota contre le 30 novembre 1980, ce qui initia le processus d'ouverture politique, conduisant à la chute de la dictature en 1985.
Le secteur colorado mené par Jorge Pacheco Areco, l'Unión Colorada y Batllista, avait appelé à voter OUI au plébiscite. Le refus de la population entraîna la défaite de cette tendance aux élections internes du Parti colorado en 1982.